# Овчаренко Артем В'ячеславович
Артем В'ячеславович Овчаренко (*31 грудня 1986, Дніпропетровськ) — український і російський артист балету, перший соліст Большого театру.

## Біографія
Артем Овчаренко прийшов у балет в 11 років. Спочатку хореографічну освіту отримував у Дніпропетровській державній хореографічній школі. Паралельно з навчанням почав танцювати сольні партії в Дніпропетровському театрі опери і балету.
У 17 років вступив до Московської державної академію хореографії (педагог А. І. Бондаренко). В академії танцював всі сольні партії, в балетних виставах. Брав участь в гастролях академії в США, Греції, Німеччині, Китаї та інших країнах.
У 2007 році по закінченні МГАХ був прийнятий до балетної трупи Большого театру в кордебалет. Репетирував під керівництвом Миколи Цискарідзе. Уже через рік танцював головну партію в балеті «Лускунчик». З 2009 року педагогом-репетитором є народний артист СРСР Микола Фадєєчєв.
В 2009 р. став першим виконавцем партії Едгара в балеті Володимира Васильєва «Закляття роду Ешер» на музику Гордона Гетті (прем'єра відбулася в рамках Великого фестивалю Російського національного оркестру, на сцені Большого театру). В 2010 р. брав участь у Міжнародному фестивалі «Зірки світового балету» в Донецьку. В 2011 разом з солісткою Большого театру Ганною Тихомирової виступав на закритті VIII Конгресу Всесвітньої федерації клубів і товариств ЮНЕСКО в Ханої.

## Творчість

### Репертуар
2007
- «Чіполіно», балетмейстер Генріх Майоров - Поліцейський
- «Лускунчик», балетмейстер Юрій Григорович - Французька лялька

2008
- «Клас-концерт», хореографія Асафа Мессерера - Соліст
- «Дочка фараона», балетмейстер П'єр Лакотт — Рибалка
- «Спляча красуня», хореографія Маріуса Петіпа, редакція Юрія Григоровича -Блакитний птах
- «Лускунчик», балетмейстер Юрій Григорович — Лускунчик-принц
- «Симфонія до мажор», хореографія Джорджа Баланчина - Соліст III частини

2009
- «Коппелія», хореографія Маріуса Петіпа і Енріко Чеккетті, редакція Сергія Віхарева -Франц
- «Раймонда», хореографія Маріуса Петіпа, редакція Юрія Григоровича -Гран па
- «Сильфіда», хореографія Августа Бурнонвіля, редакція Йохана Кобборга - Джеймс
- «Цибуліно», балетмейстер Генріх Майоров - Граф Вишенька
- «Есмеральда», хореографія Маріуса Петіпа, постановка і нова хореографія Юрія Бурлаки і Василя Медведєва — Альбер — перший виконавець
- «Есмеральда», хореографія Маріуса Петіпа, постановка і нова хореографія Юрія Бурлаки і Василя Медведєва — Феб

2010
- «Ромео і Джульєтта», балетмейстер Юрій Григорович — Ромео
- «Петрушка», хореографія Михайла Фокіна, редакція Сергія Віхарева - Петрушка
- «Раймонда», хореографія Маріуса Петіпа, редакція Юрія Григоровича - Жан де Брієнні
- «Дочка фараона», балетмейстер П'єр Лакотт — Лорд Вільсон — Таор

2011
- «Жизель», хореографія Жана Кораллі, Жюля Перро і Маріуса Петіпа, редакція Юрія Григоровича — Граф Альберт
- «Полум'я Парижа», балетмейстер Олексій Ратманський з використанням хореографії Василя Вайнона — Антуан Містраль
- «Втрачені ілюзії», балетмейстер Олексій Ратманський — Перший танцівник (Юнак, Ватажок розбійників)  — перший виконавець
- «Chroma[en]», балетмейстер Уейн МакГрегор[en] — Соліст — перший виконавець
- «Симфонія Псалмів», хореографія Їржі Кіліана — Соліст — перший виконавець
- «Спляча красуня», хореографія Маріуса Петіпа, нова хореографічна редакція Юрія Григоровича — Блакитна птах — перший виконавець
- «Спляча красуня», хореографія Маріуса Петіпа, нова хореографічна редакція Юрія Григоровича — Принц Дезіре

2012"
- Анюта", балетмейстер Володимир Васильєв — Студент
- «Лебединое озеро», хореография в редакции Юрия Григоровича (2001 г.) с использованием фрагментов хореографии Мариуса Петипа, Льва Иванова и Александра Горского — Принц Зигфрид
- «Корсар», хореография Мариуса Петипа, постановка и новая хореография Алексея Ратманского и Юрия Бурлаки — Танец «с веерами», солист
- «Классическая симфония» на музыку С. Прокофьева, хореография Юрия Посохова — две пары, солист
- «Dream of Dream» на музыку С. Рахманинова, хореография Йормы Эло — дуэт
- «Аполлон мусагет», хореография Джорджа Баланчина — Аполлон
- «Иван Грозный», хореография Юрия Григоровича — Князь Курбский
- «Мойдодыр» на музыку Е. Подгайца, хореография Юрия Смекалова — Замарашка

2013
- «Бриллианты», хореография Джорджа Баланчина — ведущая пара, солист
- «Онегин», хореография Джона Крэнко — Ленский
- «Марко Спада», хореография Пьера Лакотта — Марко Спада

2014
- «Дама с камелиями», хореография Дж. Ноймайера — Арман Дюваль
- «Укрощение строптивой», хореография Ж.-К. Майо — Люченцио

2015
- «Классическая симфония» на музыку С. Прокофьева, хореография Ю. Посохова — ведущая пара, солист
- «Гамлет» на музыку Д. Шостаковича, хореография Р. Поклитару, режиссер Д. Доннеллан — Гамлет
- «Герой нашего времени» на музыку И. Демуцкого, хореография Ю. Посохова, режиссёр К. Серебренников, часть «Тамань» — Печорин — первый исполнитель

2016
- «Дон Кихот», хореография М. Петипа, А. Горского в новой редакции А. Фадеечева — Базиль

2017
- «Этюды», хореография Х. Ландера — премьер
- «Рубины», хореография Дж. Баланчина — ведущая партия
- «Корсар», хореография М. Петипа, постановка и новая хореография А. Ратманского и Ю. Бурлаки — Конрад
- «Нуреев», на музыку И. Демуцкого, хореография Ю. Посохова, режиссер К. Серебренников — солист в Гран гала

2018
- «Анна Каренина», хореография Дж. Ноймайера — Вронский
- «Чайка», хореография Дж. Ноймайера — Костя (дебют 29.04.2018 в Гамбургском оперном театре, партнёрша — Алина Кожокару)

Для нього танець — поклик душі, благородної і мужньою. Танець-захват перед життям і могутністю сцени. Природність і скромність — два поняття, що характеризують сценічне буття Овчаренка, який не прагне будь-що сподобатися, відмовляється від будь-якої мішури і танцює без афектації. Залишаючись самим собою, а й підкоряючись вимогам ролі, він висікає ту іскру, що перетворює ремесло на мистецтво
Оригінальний текст (рос.)
Для него танец - зов души, благородной и мужественной. Танец-восторг перед жизнью и могуществом сцены. Естественность и скромность - два понятия, характеризующие сценическое бытие Овчаренко, который не стремится во что бы то ни стало понравиться, отказывается от всякой мишуры и танцует без аффектации. Оставаясь самим собой, но и покоряясь требованиям роли, он высекает ту искру, что превращает ремесло в искусство

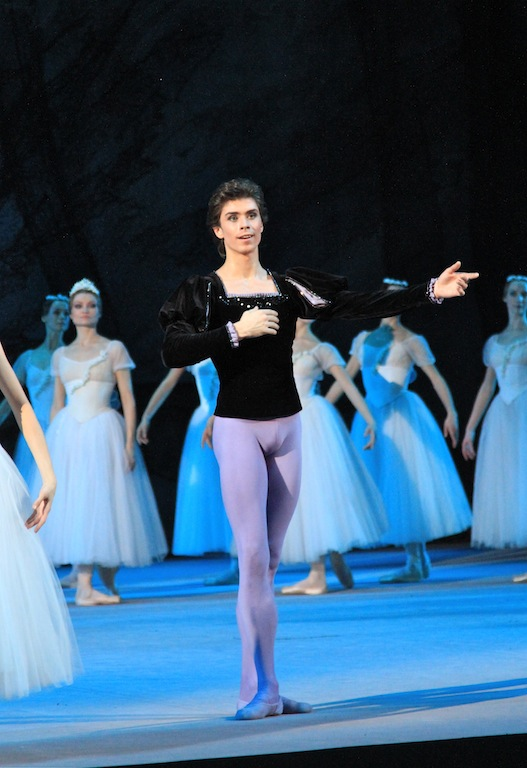
В партії Альберта («Жизель»), Большой театр, 2011 р.
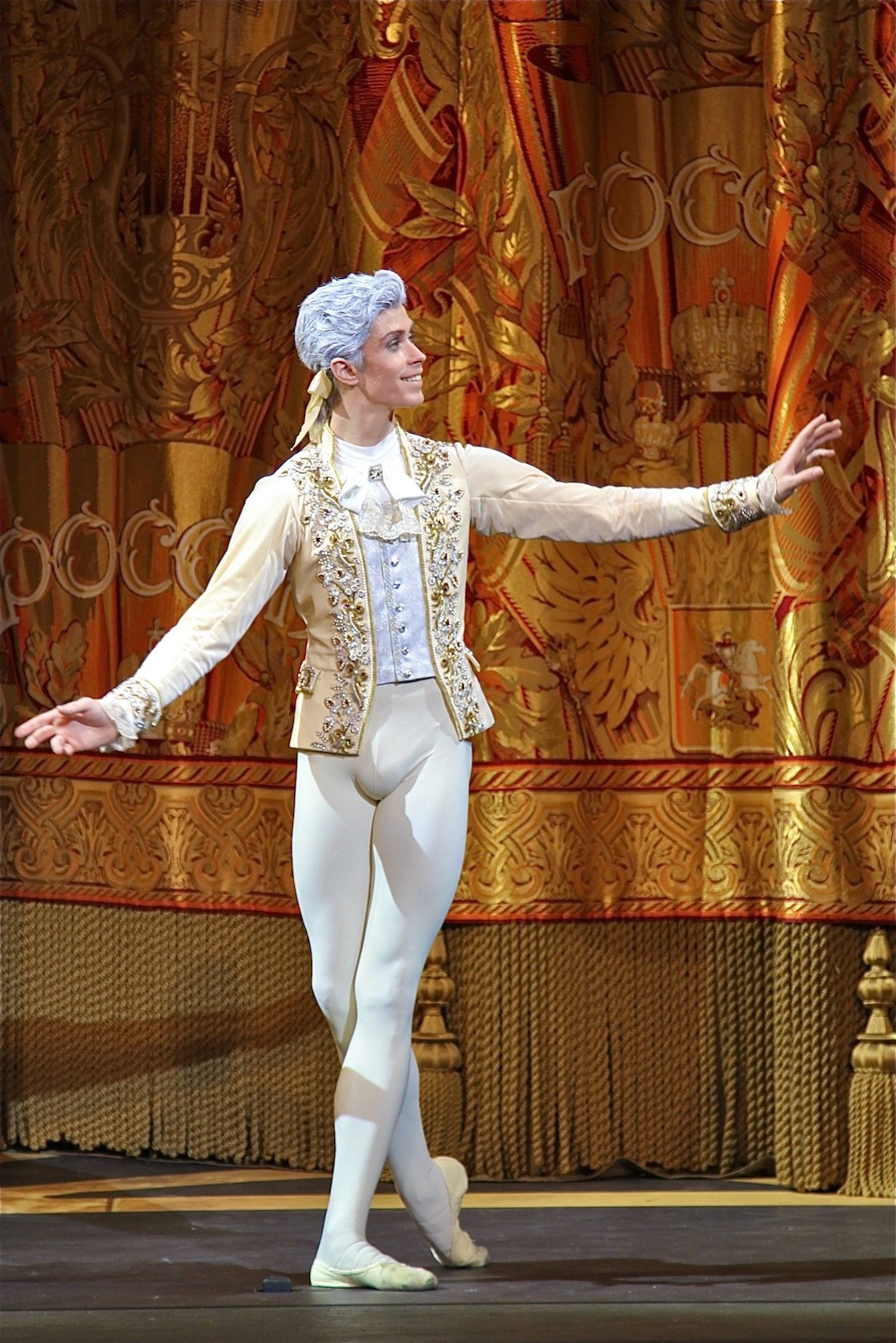
В партії принца Дезіре («Спляча красуня»), Большой театр, 25.11.2011 р.
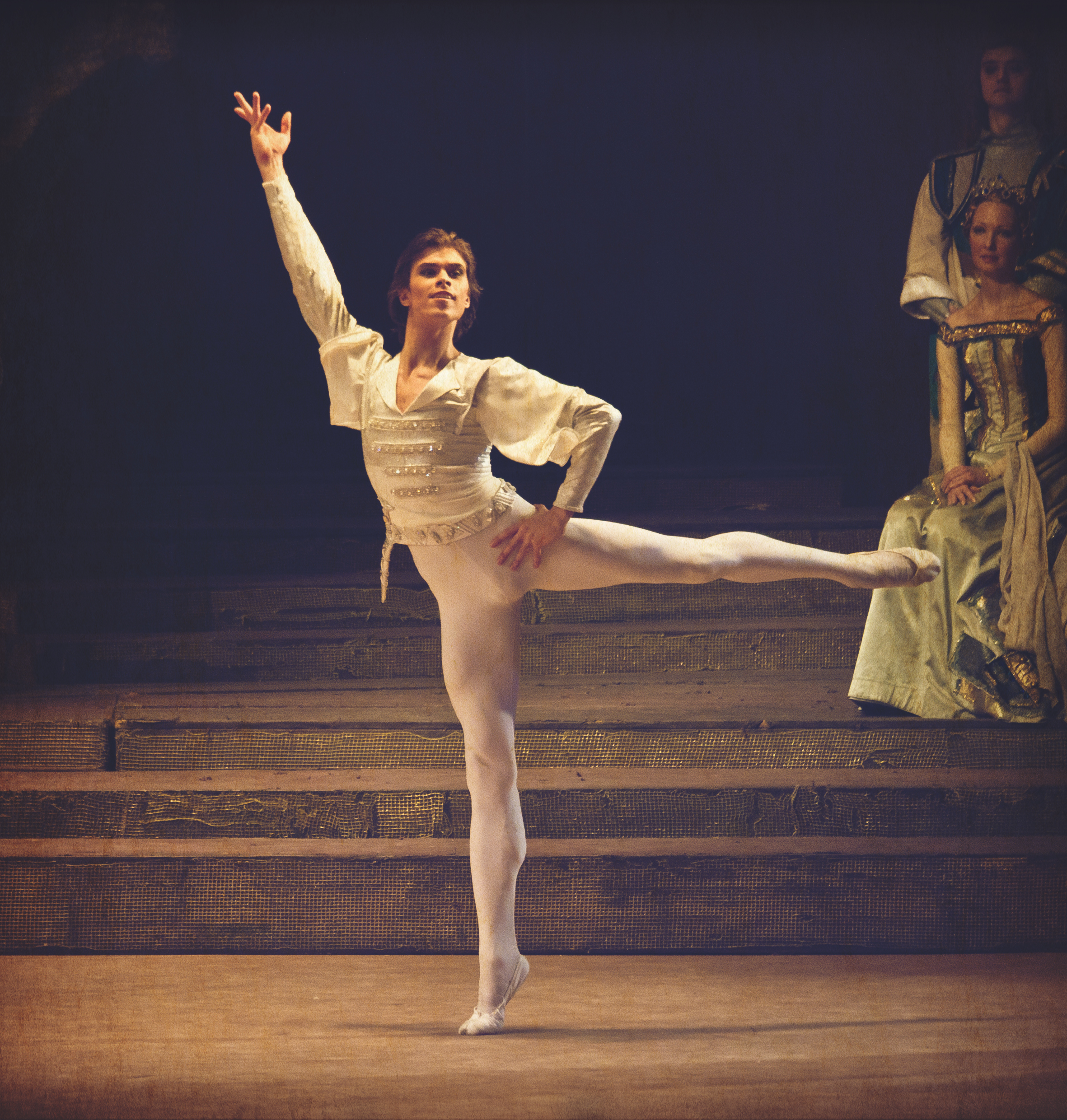
В партії Жана де Брієна, балет «Раймонда», Большой театр, 2011 р.
В партії Ромео «Ромео і Джульєтта» з Ніною Капцовою, Большой театр, 2011

### Гастролі
2010
- З трупою Большого театру, Національний центр виконавських мистецтв, Пекін, Китай

Лорд Вільсон — Таор (дебют), Рибак у балеті «Дочка фараона» Ц. Пуні в постановці П. Лакотт за М. Петіпа.
2011
- З трупою Большого театру, Париж, Франція

Антуан Містраль в балеті «Полум'я Парижа» Б. Асафьева у постановці О. Ратманського з використанням хореографії В. Вайнона (Мірей де Пуатьє — Ніна Капцова).
- Запрошений артист, Державний балет Берліна, Німеччина

Феб в балеті «Есмеральда» в постановці Ю. Бурлаки і В. Медведєва (Есмеральда — Яна Саленко).
- З трупою Московського обласного державного театру «Російський балет», Стокгольм, Швеція

Зігфрід в балеті «Лебедине озеро» в постановці В'ячеслава Гордєєва за М. Петіпа.

## Фільмографія
- 2010 — «The Bolshoi Ballet: The Nutcracker» - The Prince
- 2011 — «Клас-концерт» - Соліст

## Нагороди
- 2006 рік — Гран-прі Міжнародного хореографічного фестивалю-конкурсу «Танцювальний Олімп» (Берлін).[10]
- 2008 рік — Перша чоловіча премія Відкритого конкурсу артистів балету Росії «Арабеск»[11]. Там же вручено приз імені Маріуса Петіпа, заснований Пермським місцевим громадським фондом підтримки та розвитку Пермського академічного театру опери та балету імені П. І. Чайковського «Перлина Уралу», і приз журі преси «За вірність традиціям московської школи класичного танцю»[12]. Удостоєний молодіжного гранту премії «Тріумф»[13].
- 2009 рік — Спеціальна премія «Найкращому партнеру» XI Міжнародного конкурсу артистів балету та хореографів. Приз «Душа танцю» (номінація «Висхідна зірка»)[14].